# Portretul pictorului Claude Monet
Portretul pictorului Claude Monet este o pictură în ulei pe pânză realizată de Auguste Renoir în 1875.
Acest tablou îl înfățișează pe pictorul Claude Monet cu instrumentele specifice artei sale, paleta și pensula.